# Mierag
Mierag – wieś w Rumunii, w okręgu Bihor, w gminie Tărcaia. W 2011 roku liczyła 208 mieszkańców.